# ترتل واکس
ترتل واکس (Turtle Wax) تولیدکننده آمریکایی محصولات ظاهر خودرو است. این شرکت توسط بنیامین هیرش در شیکاگو در سال ۱۹۴۱ تأسیس شد و در حال حاضر دفتر مرکزی آن در آدیسون، ایلینوی است و در سال ۲۰۱۶ از Willowbrook, Illinois نقل مکان کرده‌است.
Turtle Wax بزرگترین شرکت تولید محصولات ظاهری خودرو در جهان است و محصولات خود را در بیش از ۹۰ کشور جهان توزیع می‌کند.

## محصولات
خطوط تولید اولیه این شرکت شامل محصولات دیتیلینگ خودرو تمیزکننده و براق کننده و پولیش خودروها از جمله شیشه، سطوح رنگ شده، فلزات بدون پوشش، چرم، چرخ و لاستیک است. از سال ۲۰۱۷، ترتل واکس در درجه اول به بازار مصرف خرده فروشی خدمت می‌کند. این شرکت در سال ۲۰۱۳ بازوی محصولات حرفه ای خود را متمرکز بر خرده فروشان حرفه ای و مشتریان کارواش تجاری به شرکت Transchem واقع در کمبریج، انتاریو فروخت. ترتل واکس محصولات پاک کننده خود را برای کاربردهای غیرخودرویی نیز به بازار عرضه کرده‌است.